# Pancho (comida)
Pancho é um cachorro-quente sem molho, feito somente de pão e linguiça, tradicionalmente encontrado na Argentina. Além dos ingredientes básicos, é possível incrementar o lanche com diferentes tipos de molhos e condimentos. O prato pode ser encontrado também no Rio Grande do Sul e no país vizinho Uruguai. Há receitas adaptadas que podem adicionar ao pancho outros ingredientes como milho, ervilha e queijo. Além disso, a salsicha pode ser substituída por linguiça tanto de carne bovina como de carne de cordeiro e porco.